# Остров мёртвых (симфоническая поэма)
«Остров мёртвых», op. 29 — симфоническая поэма С.В. Рахманинова, написанная в 1908—1909 годах в Дрездене. Произведение посвящено Н. Г. Струве, другу Рахманинова, композитору и музыкальному деятелю.
Симфоническая поэма появилась под впечатлением от чёрно-белой репродукции картины швейцарского художника-символиста Арнольда Бёклина «Остров мёртвых», находящейся в Лейпцигской картинной галерее. Композитор познакомился с ней в Париже в 1907 году. Позднее композитор вспоминал:

Меня не очень тронул колорит полотна. Если бы я сначала увидал оригинал, то, быть может, не сочинил бы свой «Остров мертвых». Картина мне больше нравится в черно-белом варианте.         

Поэма «Остров мёртвых» была написана во время пребывания в Дрездене и завершена в 1909 году. Главные мотивы поэмы: неотвратимость смерти и жажда жизни. Для того, чтобы передать ощущение движения волн, Рахманинов использовал редкий размер — пять восьмых [5/8]. Поэма состоит из двух относительно больших разделов и коды. Ориентировочная продолжительность поэмы составляет 20—25 минут. Это произведение считается классическим примером позднего русского романтизма начала XX века.
Премьера симфонической поэмы состоялась 18 апреля 1909 года в Москве в концерте Филармонического общества.

## Оценки
В музыковедении распространена точка зрения несоответствии содержания картины А. Бёклина и симфонической поэмы (А. Алексеев, В. Брянцева, Ю. Келдыш, П. Прокофьев, О. Соколова, Ю. Энгель), при этом сама художественная идея и её воплощение трактуется исследователями по-разному.
В. В. Маяковский в своих парижских очерках писал, что между ним и музыкой «древние контры», объясняя это следующим образом: «Бурлюк и я стали футуристами от отчаянья: просидели весь вечер на концерте Рахманинова в „Благородном собрании“ и бежали после „Острова мёртвых“, негодуя на всю классическую мертвечину».